# Барон Толлмаш

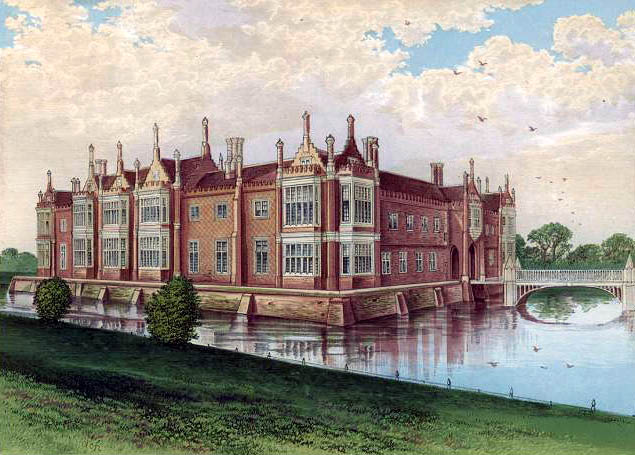
Хелмингхем Холл, резиденция семьи Толлмаш

Барон Толлмаш (англ. Baron Tollemache) из Хелмингхем Холла вблизи Ипсуича в графстве Саффолк — наследственный титул в системе Пэрства Соединенного Королевства.

## История
Титул барона Толлмаша был создан 17 января 1876 года для британского консервативного политика Джона Толлмаша (1805—1890), который ранее представлял в Палате общин Великобритании Южный Чешир (1841—1868) и Западный Чешир (1868—1872). Он был сыном адмирала флота Джона Халлидея (1772—1837), который в 1821 году получил королевское разрешение на фамилию «Толлмаш» вместо «Халлидей». Джон Халлидей был старшим сыном леди Джейн Халлидей (1750—1802), младшей дочери Лайонела Толлмаша, 4-го графа Дайсарта (1708—1770).
1-му барону Толлмашу наследовал его старший сын, Уилбрахам Фредерик Толлмаш, 2-й барон Толлмаш (1832—1904). Консервативный политик, он заседал в Палате общин от Западного Чешира (1872—1885). После смерти 1955 году его внука, Бентли Лайонела Джона Толлмаша, 3-го барона Толлмаша (1883—1955), эта ветвь семьи угасла. Баронский титул унаследовал его двоюродный брат, Джон Эдвард Гамильтон Толлмаш, 4-й барон Толлмаш (1910—1975). Он был сыном генерал-майора Эдварда Толлмаша, сына достопочтенного Гамильтона Джеймса Толлмаша, четвертого сына 1-го барона Толлмаша.
По состоянию на 2024 год носителем титула являлся сын 4-го барона, Тимоти Джон Эдвард Толлмаш, 5-й барон Толлмаш (род. 1939), который стал преемником своего отца в 1975 году. Он служил лордом-лейтенантом Саффолка в 2003—2014 годах.

## Бароны Толлмаш (1876)
- 1876—1890: Джон Толлмаш, 1-й барон Толлмаш (7 декабря 1805 — 9 декабря 1890), сын адмирала флота Джона Ричарда Делапа Толлмаша (1772—1837)[1]
- 1890—1904: Уилбрахам Фредерик Толлмаш, 2-й барон Толлмаш (4 июля 1832 — 17 декабря 1904), старший сын предыдущего от первого брака[2]
- 1904—1955: Бентли Лайонел Джон Толлмаш, 3-й барон Толлмаш (7 марта 1883 — 13 января 1955), старший сын достопочтенного Лайонела Плантагенета Толлмаша (1860—1902), старшего сына 2-го барона Толлмаша[3]
- 1955—1975: Майор Джон Эдвард Гамильтон Толлмаш, 4-й барон Толлмаш (24 апреля 1910 — 27 мая 1975), единственный сын генерал-майора Эдварда Девере Гамильтона Толлмаша (1885—1947), внук достопочтенного Гамильтона Джеймса Толлмаша (1852—1893), второго сына 1-го барона Толлмаша от второго брака[4]
- 1975 — настоящее время: Тимоти Джон Эдвард Толлмаш, 5-й барон Толлмаш (род. 13 декабря 1939), старший сын предыдущего[5]
  - Наследник титула: достопочтенный Эдвард Джон Хью Толлмаш (род. 12 мая 1976), старший сын предыдущего[6]
    - Наследник наследника: Ральф Тимоти Джек Толлмаш (род. 16 сентября 2010), старший сын предыдущего[7].